# Surf als Jocs Olímpics d'Estiu de 2020
El surf olímpic va debutar als Jocs Olímpics d'Estiu de 2020 celebrats a Tòquio (Japó). Aquesta edició es preveia per al 2020; però es va haver de posposar un any a causa de la pandèmia de la covid-19.
La competició es va celebrar entre el 25 i el 27 de juliol de 2021, amb triomfs pel brasiler Ítalo Ferreira i l'estatunidenca Carissa Moore.

## Emplaçament
El 2018, l'Associació Internacional de Surf (ISA) va anunciar que el surf als Jocs Olímpics d'estiu de 2020 es faria a l'oceà, descartant l'opció de disputar el torneig en una piscina d'ones artificials. Es va anunciar que la competició tindria lloc en la platja de Tsurigasaki, situada en la localitat de Ichinomiya (prefectura de Chiba), a 64 km de Tòquio.

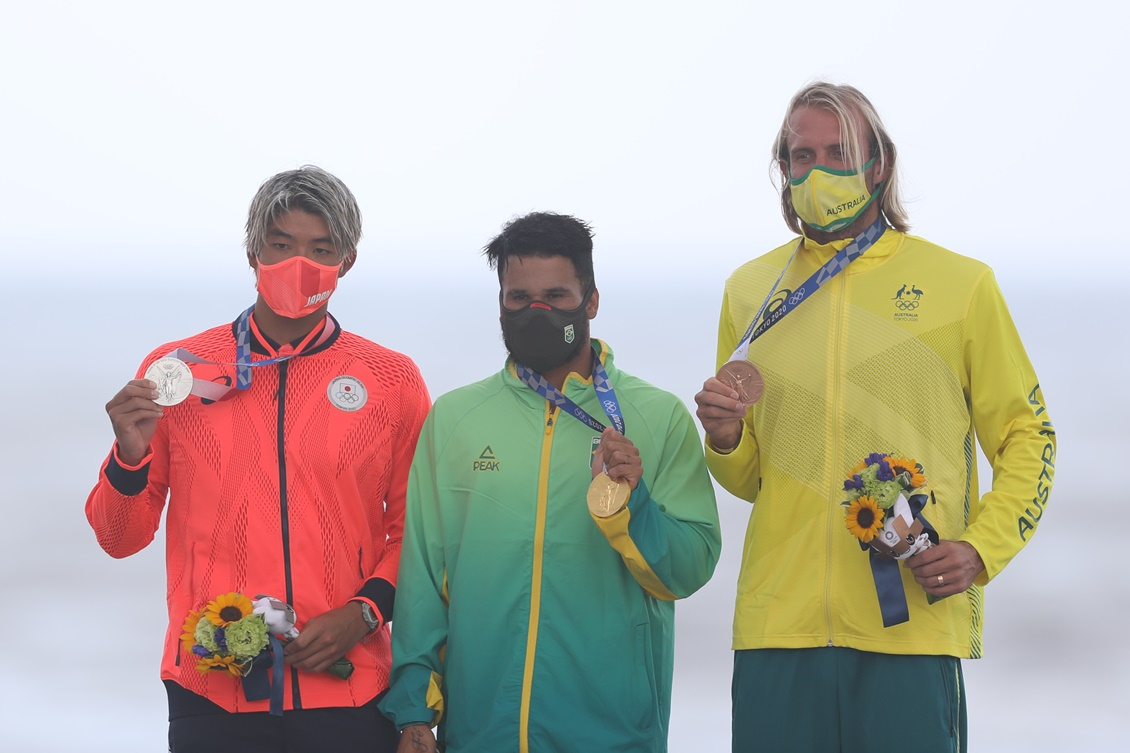
Podi de la competició masculina

## Resultats
|                 | Competició masculina | Competició masculina   | Competició femenina | Competició femenina    | Ítalo FerreiraCarissa MooreEls dos primers surfistes en guanyar l'or olímpic |
| Posició         | Nom                  | País                   | Nom                 | País                   | Ítalo FerreiraCarissa MooreEls dos primers surfistes en guanyar l'or olímpic |
| Or              | Ítalo Ferreira       | Brasil                 | Carissa Moore       | Estats Units d'Amèrica | Ítalo FerreiraCarissa MooreEls dos primers surfistes en guanyar l'or olímpic |
| Argent          | Kanoa Igarashi       | Japó                   | Bianca Buitendag    | Sud-àfrica             | Ítalo FerreiraCarissa MooreEls dos primers surfistes en guanyar l'or olímpic |
| Bronze          | Owen Wright          | Austràlia              | Amuro Tsuzuki       | Japó                   | Ítalo FerreiraCarissa MooreEls dos primers surfistes en guanyar l'or olímpic |
| 4t              | Gabriel Medina       | Brasil                 | Caroline Marks      | Estats Units d'Amèrica | Ítalo FerreiraCarissa MooreEls dos primers surfistes en guanyar l'or olímpic |
| Diploma Olímpic | Michel Bourez        | França                 | Sally Fitzgibbons   | Austràlia              | Ítalo FerreiraCarissa MooreEls dos primers surfistes en guanyar l'or olímpic |
| Diploma Olímpic | Hiroto Ohhara        | Japó                   | Silvana Lima        | Brasil                 | Ítalo FerreiraCarissa MooreEls dos primers surfistes en guanyar l'or olímpic |
| Diploma Olímpic | Kolohe Andino        | Estats Units d'Amèrica | Brisa Hennessy      | Costa Rica             | Ítalo FerreiraCarissa MooreEls dos primers surfistes en guanyar l'or olímpic |
| Diploma Olímpic | Lucca Mesinas        | Perú                   | Yolanda Hopkins     | Portugal               | Ítalo FerreiraCarissa MooreEls dos primers surfistes en guanyar l'or olímpic |

## Medaller
| Posició | País         | Or | Argent | Bronze | Total |
| 1       | Brasil       | 1  | 0      | 0      | 1     |
| =       | Estats Units | 1  | 0      | 0      | 1     |
| 3       | Japó         | 0  | 1      | 1      | 2     |
| 4       | Sud-àfrica   | 0  | 1      | 0      | 1     |
| 5       | Austràlia    | 0  | 0      | 1      | 1     |
| Total   | Total        | 2  | 2      | 2      | 6     |